# Days Are Forgotten
Singles de Kasabian
Vlad the Impaler
(2010) Re-Wired
(2011)
Pistes de Velociraptor!
Let's Roll Just Like We Used To
(1) Goodbye Kiss
(3)
Days Are Forgotten est le premier single du quatrième album studio du groupe de rock britannique Kasabian publié le 12 août 2011. Il prend au mieux la 28e place du classement britannique des ventes de singles.

## Classement
| Classement musical                      | Meilleure position |
| --------------------------------------- | ------------------ |
| Belgique (Flandre Ultratop 50 Singles)  | 10                 |
| Belgique (Wallonie Ultratop 50 Singles) | 45                 |
| Écosse (OCC)                            | 30                 |
| Royaume-Uni (UK Singles Chart)          | 28                 |

## Liste des chansons
Toute la musique est composée par Sergio Pizzorno.
| 1. | Days Are Forgotten                                    | 4:05 |
| 2. | Days Are Forgotten (avec LL Cool J (remix de Z-Trip)) | 4:57 |
| 3. | Pistols at Dawn                                       | 5:18 |
| 4. | Switchblade Smiles (clip)                             | 4:16 |